# Ксена 2.0
Ксена 2.0 (фр. XANA 2.0) је прва епизода француске игране и анимиране телевизијске серије Код Лиоко: Еволуција, рађене по серији Код Лиоко, која је такође и пета сезона те серије.

## Опис
Прошло је годину дана од када су Лиоко ратници уништили Ксену. Од, Улрик, Џереми и Аелита иду у десети разред. На почетку епизоде видимо их у кабинету за информатику, на „сајберспортском часу“. Џим се мучи са рачунаром, покушавајући да пронађе порт за компакт диск и добија јако електрично пражњење, које га одбацује од рачунара. Цео разред се смеје, осим Аелите, која са забринутошћу гледа екран рачунара, на ком се приказују познате линије кода.
Јуми је сада у једанаестом разреду, као и Вилијам. Ништа се није променило: лепи тамнокрвни дечак још увек покушава да се брине за њу, даје јој комплименте и спречава покушаје срамотног Улрика да призна Јуми своју љубав. Он покушава да разговара са њом неколико пута у овом дану, под утицајем Ода, али то му не успева, упркос свим својим напорима.
Између Џеремија и Аелите било је неслагања. Аелита мисли да је инцидент ујутру настао због Ксене. Џереми одбија да верује у то, јер је Ксена мртав. Али, школско звоно неочекивано почиње да оглашава ухопарајућу буку и звучници експлодирају директно испред њих. Након кратког сусрета хероји су се сложили да нешто није у реду.
Остављајући Вилијама у школи, они су одлучили да се врате у Лиоко, да се увере да је све у реду, и да нађу одговоре на нека питања. Иду у парк, у канализацију и у стару напуштену фабрика. Вратили су се у собу у којој се налази суперкомпјутер. Џереми га активира. Интернет светли… Лиоко се обнавља.
Хероји се враћају у лабораторију. Пошто је суперкомпјутер дуго био искључен, на Лиоку су виђене последице, јер су ледени сектор и шумски сектор нестали. Међутим, суперскенер не открива никакве трагове активираних торњева, ни Ксениних напада. Затим Аелита тражи од Џеремија да је пошаље у Лиоко, у сектор 5, да буде ближа свом оцу… На месту где је он умро. Овај предлог је изазвао разлике у групи. Од не може да сакрије своју жељу на крају да се врати на Лиоко. Улрик и Јуми су мало узнемирени.
Од и Аелита се шаљу у сектору 5. Од обнавља свој Оверборд и почиње да говори о пројекту тематског парка на Лиоко. Док Џереми делује против овог пројекта, Аелита пролази кроз лавиринт и достигне неактивни торањ сектора 5. Џереми позива Аелиту и Ода да се врати у стварни свет, и у овом тренутку Суперскенер подноси познате звучне сигнале: торањ је управо активиран у сектору 5. Ксена се вратио! Аелита и Од су одлучили да се виртуализују и да је деактивирају, а три мегатенка долазе да их зауставе.
Битка се одвија у лавиринту сектора 5. Лиоко ратници униште два своја противнике, али Од постане жртва трећег. Аелита лети до торња. За то време на Земљи, Улрик и Јуми тренирају у сали за физичко.
Наставник физичког васпитања постаје жртва нових електричних појава. Полиморфни клон појављује се у академији Кадик са Џимовим изгледом, и напада професора. Назад у сали за физичко, клон напада Улрика. Покушава да исцрпи нешто из њега, гурајући га на под. Јуми спаси Улрика. Она одбаци Џима и бежи са Улриком, који има проблема: тешко му је да хода, и његов вид је замагљен. Док они одлазе из Кадика, Џереми зове Јуми и објашњава јој ситуацију. Два ученика иду у фабрику, а клон им је за петама. Јуми је приморана да напусти Улрика у канализационим тунелима. Она је послата на Лиоко, док Од, по повратку на Земљу, одлази из фабрике да помогне Улрику.
Јуми се виртуализује и заједно са Аелитом добија ослободити од последњег мегатенка. Аелита иде у собу у којој се налази активирани торањ, и крабе се појављују, да покушају да је зауставе. Битка, још жестока, почиње опет, док ситуација на Земљи постаје критична. Од долази да помогне Улрику. Нажалост, када Џимов клон их сустиже, Од не може да ништа уради. Клон га хвата баш као Улрика, и почиње да апсорбује нешто од њега…
Аелита и Јуми су се коначно бавили са крабама, и чувар Лиока улази у активиран торањ и деактивира је точно на време да спаси пријатеље. По старој навици Жереми покреће повратак у прошлост. Закључци су неповољни: Ксена се вратио. Џереми је схватио да су биле грешке у виртуелизацији. Непосредно пре уништења Ксена је ставио изворне кодове у Аелиту, Ода, Јуми, и, вероватно, Улрика. Ови изворни кодови су дозволили Ксени да се опорави… И то је оно што је спектар покушао да апсорбује од Улрика и Ода.
Друго откриће је да Ксена вероватно није на Лиоко, јер се његова активност се манифестује пре него што су поново укључени суперкомпјутер. Највероватније је заглавио у мрежи… Вероватно на неком Репликом. Ако Ксена успева да добије све изворне кодове, шириће се преко мреже и поново добиће контролу.

## Емитовање
Ова и следећа епизода премијерно су приказане 5. децембра 2012. године искључиво у Паризу, само за неке чланове јавности, али је ова епизода премијерно приказана на интернету 19. децембра 2012. и премијерно приказана 5. јануара 2013. године на телевизијском каналу „France 3“. У Србији, епизода је премијерно приказана 13. децембра 2013. на каналу ТВ Ултра.